# Nationale Dodenherdenking
De Nationale Dodenherdenking, Nationale Herdenking of Dodenherdenking is oorspronkelijk de herdenking van tijdens de Tweede Wereldoorlog omgekomen Nederlandse militairen en verzetsstrijders. Zij vindt jaarlijks in Nederland plaats op 4 mei, met onder andere twee minuten (voorheen een minuut) stilte om 20.00 uur. De landelijke herdenking is sinds 1961 bij het Nationaal Monument op de Dam in Amsterdam en wordt sinds 1988 georganiseerd door het Nationaal Comité 4 en 5 mei. Honderden andere comités organiseren daarnaast plaatselijke herdenkingen, met een eigen invulling.

## Geschiedenis

### Particulier initiatief
De Nationale Herdenking is direct na de Tweede Wereldoorlog ontstaan en was aanvankelijk een particulier initiatief. De eerste Nationale Dodenherdenking vond plaats in het Olympisch Stadion in Amsterdam op 31 augustus 1945, de verjaardag van koningin Wilhelmina. In 1946 werd dit herhaald op 4 mei.
In 1946 nam de Commissie Nationale Herdenking, die voortkwam uit het verzet, daarin het voortouw. Deze commissie stelde ook richtlijnen op voor de lokale herdenkingen. Voorafgaand aan de stille tochten en de twee minuten stilte om acht uur 's avonds werd vanaf 1947 's middags een herdenkingsbijeenkomst met een cultureel en internationaal karakter gehouden in de Ridderzaal op het Binnenhof in Den Haag. Hiervoor werd ook het Corps Diplomatique uitgenodigd.
In de oorspronkelijke opzet ging het uitsluitend om Nederlandse militaire slachtoffers, gesneuvelde verzetsstrijders en zeelieden, later ook om burgerslachtoffers in de Tweede Wereldoorlog. Sinds de jaren zestig wordt officieel een ruimere definitie gehanteerd die alle Nederlandse oorlogsslachtoffers of omgekomenen – waar ook ter wereld – sinds het uitbreken van de Tweede Wereldoorlog omvat.

### Datum en tijdstip
Van 1946 tot 1968 werd de Nationale Herdenking naar 3 mei verschoven als 4 mei op een zondag viel. Daaraan kwam een einde toen de regering in 1968 besloot de herdenking altijd op 4 mei te houden, ongeacht de dag van de week. Dit in verband met het feit dat voor verschillende religieuze groeperingen de rustdag op een andere dag van de week valt. Het Nationaal Comité 4 en 5 mei volgt deze lijn. Individueel kunnen gemeenten alsnog afwijken als 4 mei op een zondag valt, zoals in 2025 gebeurde.
Door het invoeren van de zomertijd in 1977 vielen de lokale dodenherdenkingen niet meer vlak voor zonsondergang. Bij oudere verslagen en gedichten wordt gesproken over het vallen van de duisternis bij lokale herdenkingsplechtigheden.

### Naar de Dam in Amsterdam

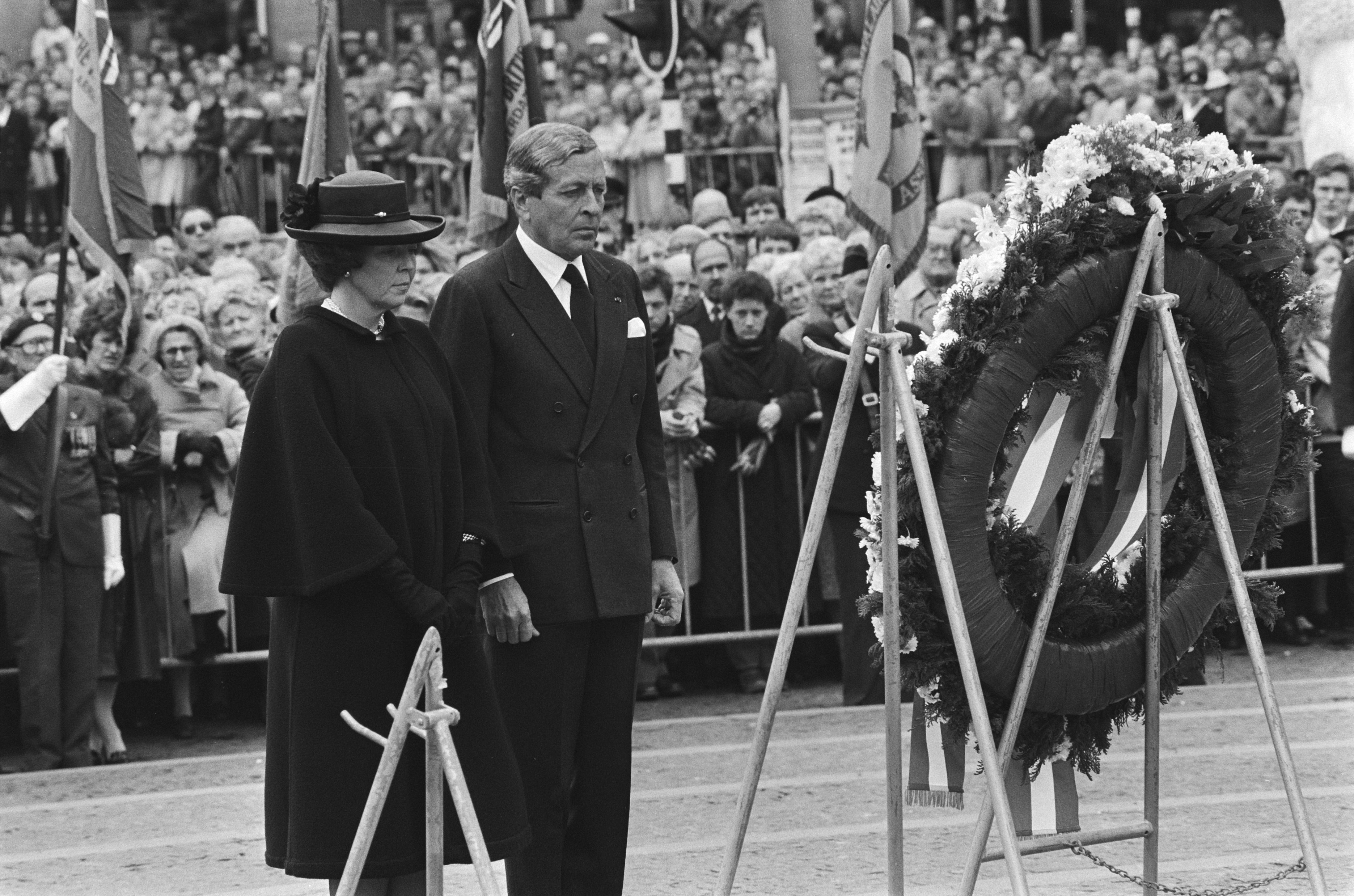
Koningin Beatrix en prins Claus bij hun kranslegging (1986)

Het Nationaal Monument op de Dam werd in 1956 onthuld. Vanaf 1961 vond de landelijke herdenking hier plaats; eerst om vier uur 's middags, maar altijd in aanwezigheid van het staatshoofd. Op aandringen van de regering werden verschillende militaire herdenkingen samengevoegd met de herdenking in de Ridderzaal. Vanaf dat moment worden tijdens de Nationale Herdenking ook militairen herdacht die na 1945 zijn omgekomen.
Vanwege de Haagse wortels van de Commissie Nationale Herdenking werden in 1965 en in 1970 nog herdenkingsbijeenkomsten gehouden in de Ridderzaal in aanwezigheid van het Corps Diplomatique. Deze zijn hierna afgeschaft. Sindsdien houdt het parlement in de ochtend van 4 mei een herdenking bij de in 1960 opgehangen Erelijst van Gevallenen 1940-1945 in de hal van de Tweede Kamer.

### Naar acht uur
Vanaf het einde van de jaren zestig liep de belangstelling voor de herdenkingsactiviteiten terug. Met name tijdens de Vietnamoorlog waren er protesten en werden er ook alternatieve herdenkingen en bevrijdingsfeesten georganiseerd. Toen de deelname nog verder terugliep, besloot het kabinet-Lubbers II hier iets aan te doen. Eind 1987 werd het Nationaal Comité 4 en 5 mei ingesteld om het draagvlak voor 4 en 5 mei onder de bevolking te vergroten en meer samenhang tussen de twee dagen te realiseren. In 1988 werd daartoe de Nationale Herdenking op de Dam verschoven van vier uur 's middags naar acht uur 's avonds. Sindsdien wordt deze rechtstreeks op televisie uitgezonden.

### Wie worden herdacht?
In eerste instantie werden alleen de in de Tweede Wereldoorlog omgekomen Nederlandse militairen, verzetsstrijders en zeelieden herdacht. Het initiatief hiertoe werd genomen door Jan Drop (1907-1993) uit Den Haag, wiens vader en broer in de oorlog werden gedood. De in de concentratiekampen vermoorde Joden en andere vervolgde groepen stonden niet centraal, hoewel de afkeer van de massamoorden wel een vanzelfsprekende achtergrond voor de herdenking bood.
Stapsgewijs werd de groep van slachtoffers die werd herdacht uitgebreid. In 1961 werd na een lobby van Indiëveteranen het officiële memorandum voor 4 mei aangepast. Doordoor konden ook Nederlanders worden herdacht die bij andere militaire conflicten de dood vonden, met name ten gevolge van de politionele acties in de nadagen van Nederlands-Indië en in de Koreaanse Oorlog. Uiteindelijk werden alle Nederlanders herdacht die vanaf de Tweede Wereldoorlog zowel in als buiten Nederland door oorlogshandelingen of bij VN-vredesoperaties zijn omgekomen, bijvoorbeeld in Libanon, Bosnië en Afghanistan.
In eerste instantie was de herdenking alleen bedoeld voor gevallen strijders. Vanaf 1950 werden tevens andere slachtoffers herdacht en vanaf 1962 werden burgerslachtoffers uitdrukkelijk genoemd. Daarbij dacht men onder andere aan de slachtoffers van Duitse bombardementen en terreuracties, aan de gestorvenen in de Hongerwinter en de slachtoffers van de Jappenkampen. In 1966 werden, na kritiek vanuit de (Joodse) gemeenschap, voor het eerst ook de meer dan 100.000 weggevoerde en vermoorde Joden uitdrukkelijk in de herdenking betrokken.
Sinds 1969 wordt op 15 augustus tevens een afzonderlijke nationale herdenking gehouden voor de oorlogsslachtoffers in voormalig Nederlands-Indië. Deze herdenking kwam in 1971 extra in de aandacht te staan door het omstreden bezoek van de Japanse keizer Hirohito aan Nederland.
In 1970 probeerden twee mannen van de 'Amsterdamse Jongerenactiegroep Homoseksualiteit' een krans te leggen bij het monument op de Dam voor de homoseksuelen die tijdens de Tweede Wereldoorlog in concentratiekampen omkwamen. De kranslegging werd tegengehouden en de mannen werden door de politie afgevoerd. Er werden Kamervragen over gesteld en in 1971 mocht wel een krans voor omgekomen homoseksuelen, alsmede voor de vermoorde Roma, worden gelegd.
Vanaf 1981 is de herdenking mede gericht tegen 'racisme en onverdraagzaamheid'. In 2015 werd vastgelegd dat alle slachtoffers de Nederlandse nationaliteit moeten hebben gehad. In 2019 werd dit weer aangepast, omdat hiermee ongewild groepen buitengesloten zouden kunnen worden, zoals de joodse vluchtelingen uit Duitsland.
In 2013 deden het Nederlands Verbond voor Progressief Jodendom, de Raad van Kerken, het Contactorgaan Moslims en Overheid en het Nederlands-Israëlitisch Kerkgenootschap een gezamenlijke oproep om alleen nog de slachtoffers van de Tweede Wereldoorlog te herdenken. Ze vonden dat de beweegredenen voor het houden van de herdenking "niet meer helder" overkwamen. Nu er ook slachtoffers van andere oorlogen herdacht werden, zou dit volgens hen geleid hebben "tot verwatering en het wegvallen van het onderscheid tussen daders en slachtoffers".

### 4 mei-voordracht
Vanaf 1992 wordt jaarlijks een 4 mei-voordracht gegeven. De eerste lezing was van Harry Mulisch.

### Verzoening
Er bestaat geen consensus over het onderwerp van een (symbolische) verzoening. De toenmalige Duitse ambassadeur Thomas Läufer opperde in een bijdrage aan dit debat eind 2009 in het tv-programma De oorlog: "Als we het met de verzoening serieus menen, horen wij ook op de Dam te staan". Lokaal waren er wel diverse omstreden initiatieven. Expliciete herdenking van Duitse doden ligt echter erg gevoelig ook als het niet om overtuigde nazi's maar om jonge dienstplichtigen gaat.
In 2021 hield de Duitse bondskanselier Angela Merkel een toespraak bij de Nationale Herdenking van de Bevrijding. Daarbij is het betekenisvol dat haar bijdrage niet op 4 mei, maar op 5 mei viel.

### Coronacrisis
In 2020 en 2021 vond er in verband met de coronacrisis in Nederland een aangepaste dodenherdenking plaats. Er was in deze jaren een door de regering aangepaste vlaginstructie afgekondigd. Het leggen van kransen, bloemen en het herdenken vond bij de monumenten in stilte plaats. Ook de landelijke herdenking in Amsterdam was zonder publiek.

## Herdenking op de Dam in Amsterdam

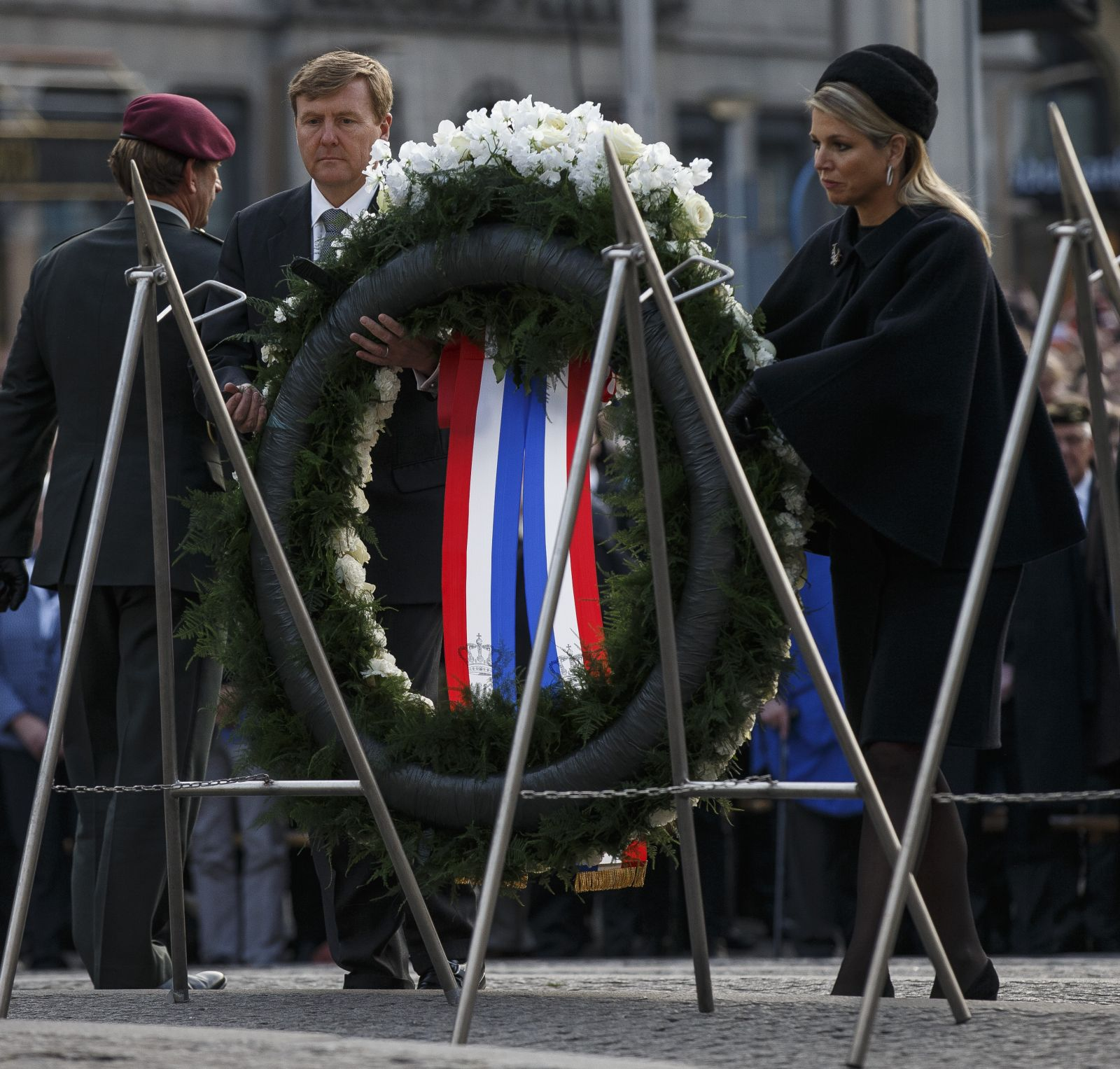
Koning Willem-Alexander en koningin Máxima leggen de eerste krans (2014)

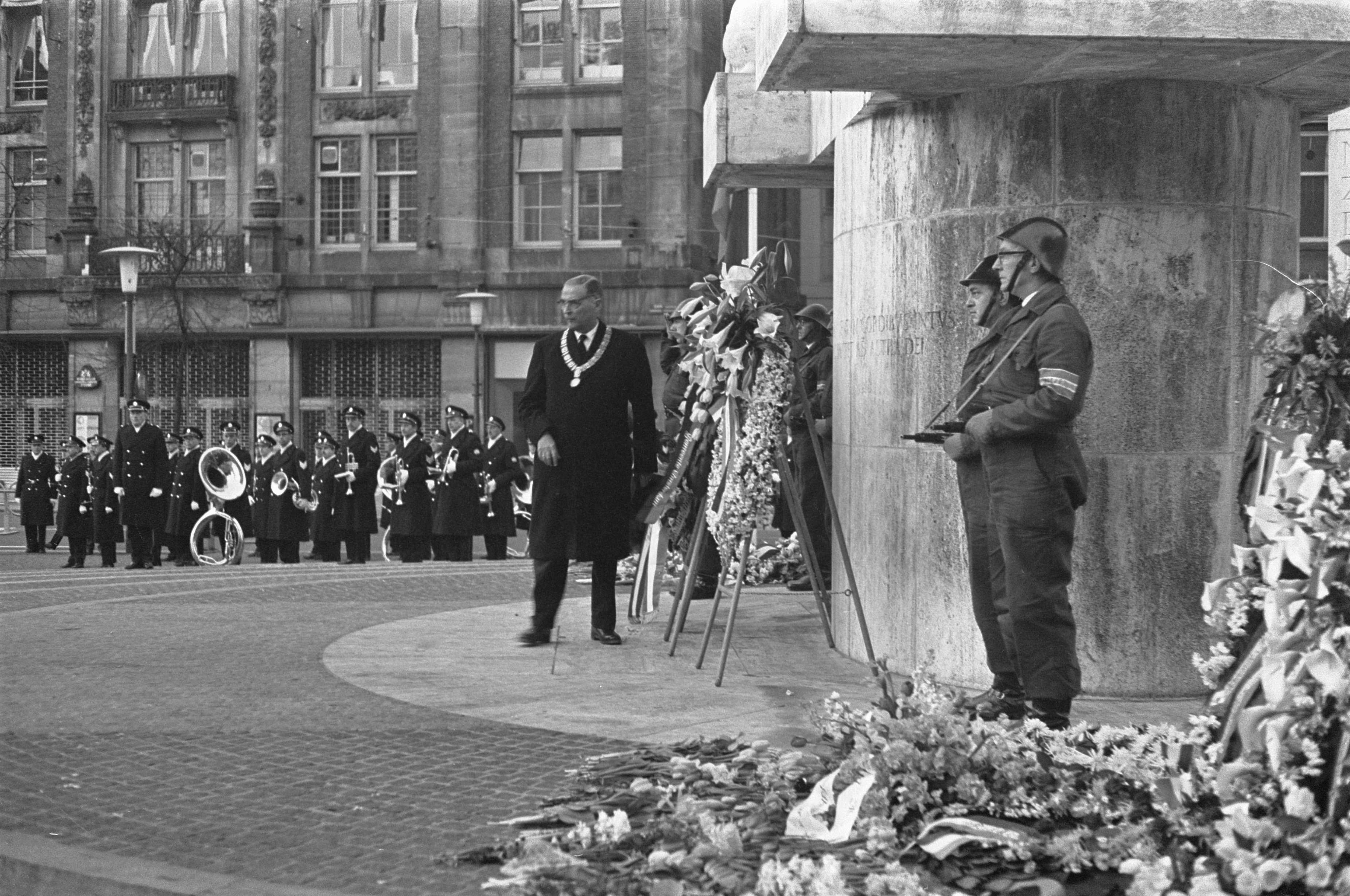
Amsterdamse burgemeester Van Hall bij de kranslegging op de Dam (1967)

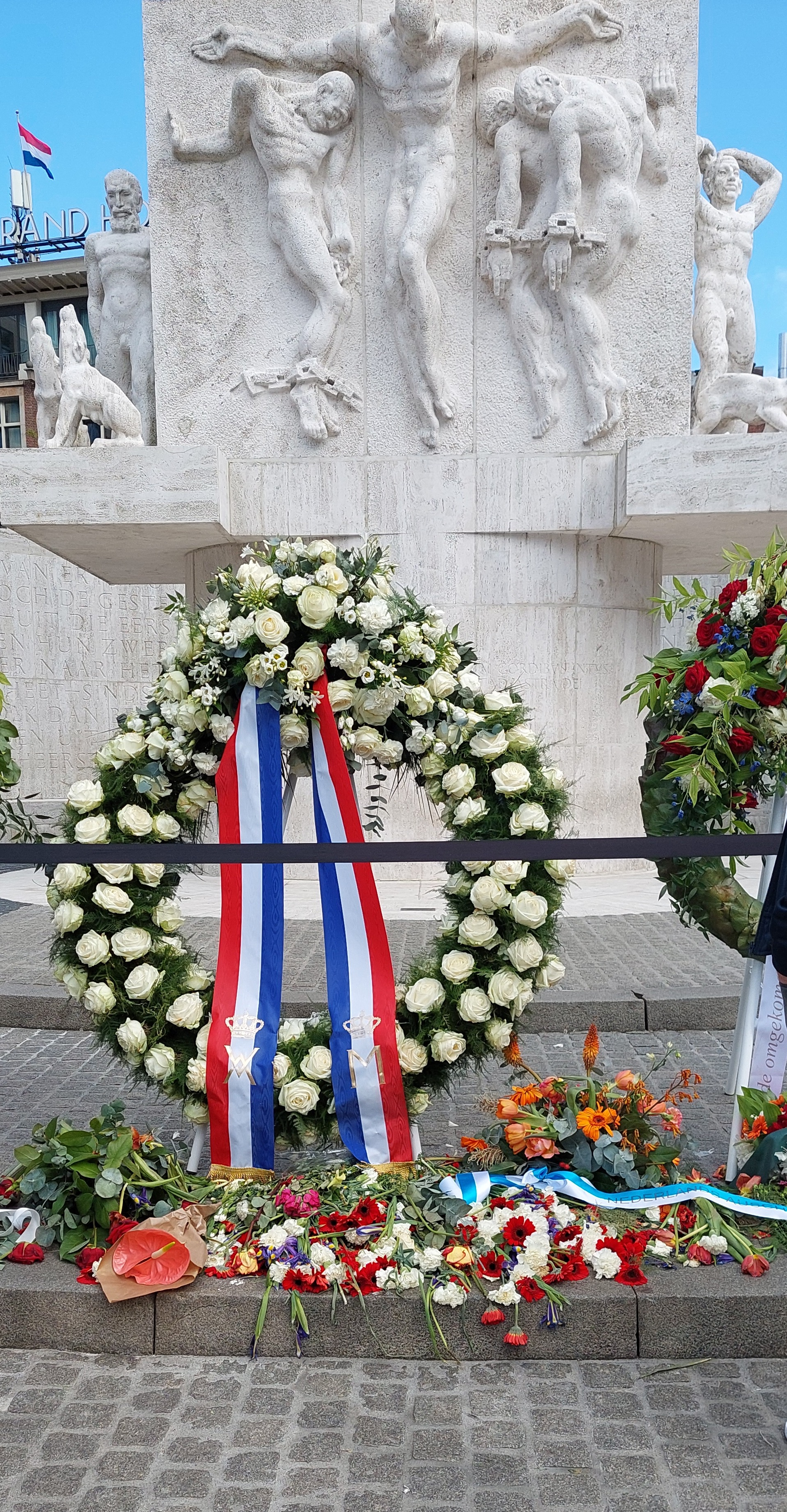
Krans van koning Willem-Alexander en koningin Máxima op de Dam, Amsterdam, 2024

De eerste plaatselijke dodenherdenking werd gehouden op 9 mei 1945 op Dam in Amsterdam. Het gemeentebestuur had de dag ervoor daarover beslist. Er werd een minuut stilte gehouden om de gevallenen te herdenken. In de jaren daarna werd daar door de gemeente Amsterdam telkens op 4 mei een herdenking gehouden.
Sinds 1961 is de landelijke herdenking in Amsterdam bij het in 1956 onthulde Nationaal Monument op de Dam. In 1988 werd de herdenking verplaatst van vier uur 's middags naar acht uur 's avonds.
De landelijke herdenking vindt tegenwoordig plaats volgens een vast protocol:
- Vanaf 18.55 uur vindt in de aan de Dam gelegen Nieuwe Kerk een plechtigheid plaats waar, naast leden van de koninklijke familie en kabinetsleden, oorlogsgetroffenen en nabestaanden en anderen die zich hebben aangemeld, aanwezig zijn. Deze plechtigheid duurt een half uur. Tijdens de plechtigheid wordt ook de 4 mei-voordracht uitgesproken.
- Om 19.50 uur verlaat de koning de Nieuwe Kerk en loopt, tezamen met zijn echtgenote en enkele politieke en militaire hoogwaardigheidsbekleders, door een erecouloir van veteranen naar het monument op de Dam. Voor het monument stopt de groep.
- Een lid van het Nationaal Comité 4 en 5 mei houdt een korte voordracht.
- Hierna leggen de koning en koningin een krans bij het monument namens alle burgers van Nederland.[21]
- Vervolgens wordt het taptoe-signaal gespeeld, dat om acht uur eindigt; de klok van de Nieuwe Kerk slaat en er worden twee minuten stilte gehouden ter nagedachtenis aan degenen die zijn omgekomen.[21]
- Na de twee minuten stilte wordt een couplet van het Wilhelmus gespeeld.
- Hierop volgt een korte toespraak over de betekenis van 4 mei.
- Kransen worden vervolgens gelegd door vertegenwoordigers van de regering, onder wie de minister-president, van het parlement, de krijgsmacht, een verzetsbeweging en allerlei organisaties en groeperingen in de maatschappij. Hierbij wordt de volgende tekst uitgesproken:
  - "Er zullen nu drie kransen worden gelegd voor alle burgers die tijdens of direct na de Tweede Wereldoorlog in Europa, zijn omgebracht of omgekomen omdat zij:
- in verzet kwamen;
- werden uitgesloten, vervolgd, vermoord in concentratie- en vernietigingskampen om wie zij waren;
- het leven verloren door oorlogsgeweld of uitputting.
  - De volgende krans wordt gelegd voor alle burgers die zijn omgebracht of omgekomen, tijdens of direct na de Tweede Wereldoorlog in Azië als gevolg van verzet, internering, oorlogsgeweld en uitputting.
  - De volgende kransen worden gelegd voor alle militairen en koopvaardijpersoneel, omgekomen in dienst van het Koninkrijk der Nederlanden tijdens de Tweede Wereldoorlog en sindsdien in oorlogssituaties en bij vredesmissies."[22]
- Er wordt een zelfgeschreven gedicht uitgesproken door een scholier.
- Hierna leggen plaatselijke schoolkinderen bloemen bij het monument.
- Ten slotte begint het defilé, waarbij iedereen langs het monument kan lopen en bloemen kan neerleggen.

De gehele plechtigheid tot het begin van het defilé wordt sinds 1988 op de Nederlandse televisie uitgezonden, behalve op de RTL-zenders. Deze zenden de herdenking op de Waalsdorpervlakte uit.

## Gebruiken
De Nationale Dodenherdenking kent in Nederland enkele gebruiken.

### Vlaggen

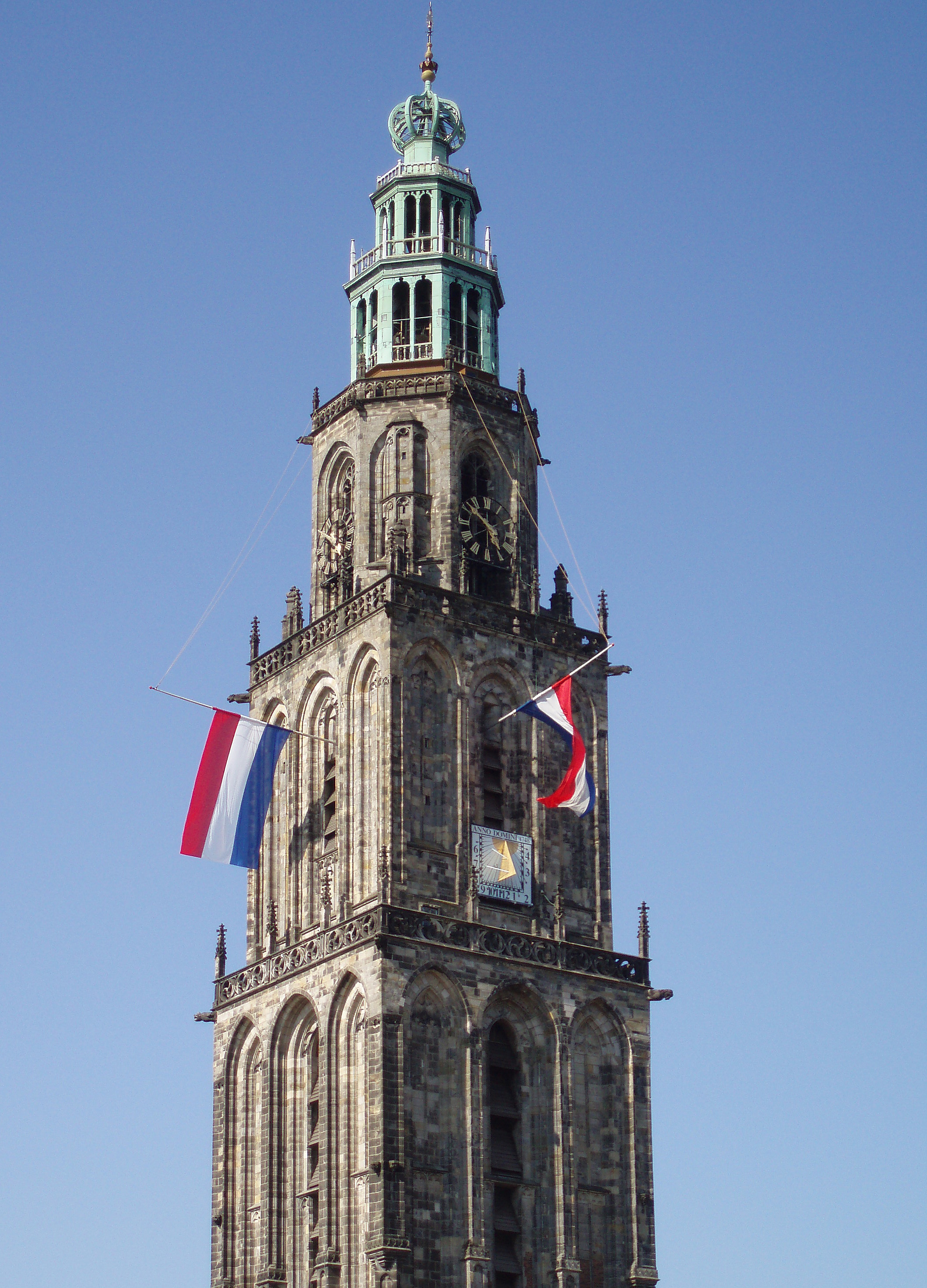
Martinitoren met vlaggen halfstok

De Nederlandse vlag (zonder wimpel) hangt op 4 mei van alle overheidsgebouwen halfstok van 18.00 uur tot zonsondergang (in Amsterdam is dat 21.10 uur). Vaak zijn er na 20.02 uur nog activiteiten, zoals het leggen van kransen en bloemen. De vlag blijft daarom, sinds het huidige protocol uit 2001, halfstok tot zonsondergang. Tot 2001 werd de vlag in top gehesen nadat het volkslied is gezongen, indien er bij de dodenherdenking een vlag halfstok hing.
Op 4 mei 2020 werd vanwege 75 jaar bevrijding de algemene vlaginstructie eenmalig aangepast, zodat bij rijksgebouwen de vlag van zonsopkomst tot zonsondergang halfstok moest komen te hangen. Dat jaar, in 2021 en in 2022 werd vanwege de coronacrisis door Comité 4 en 5 mei opgeroepen de vlag de gehele dag tot zonsondergang halfstok te hangen. De jaren erna werd diezelfde oproep gedaan. Deze oproep wijkt af van de onveranderde officiële richtlijn, die alleen in 2020 werd aangepast. Voor burgers, bedrijven en organisaties bestaan geen wettelijke regels, zij kunnen bijvoorbeeld het officiële protocol of de oproep van het Nationaal Comité 4 en 5 mei volgen.

### Twee minuten stilte
Tussen 20.00 en 20.02 uur is er twee minuten stilte. De twee minuten stilte gelden in het hele land, ook op plaatsen waar geen officiële herdenking wordt gehouden. Bij openbare gelegenheden geldt dat daarmee rekening moet worden gehouden. Dat betekent bijvoorbeeld dat er geen feesten, muziek en andere activiteiten zijn tussen 19.45 en 20.15 uur. Op 4 mei sluiten winkels in Nederland om uiterlijk 19.00 uur. Een gemeente mag bepaalde winkels toestemming geven om open te blijven. Treinen, trams, metro's en bussen worden stilgezet en van iedereen wordt verwacht om acht uur een moment van stilte in acht te nemen, waar diegene zich ook bevindt. Op de snelweg is het echter verboden een auto stil te zetten, ook op de vluchtstrook. Daarom wordt aangeraden om als men op de snelweg rijdt, voor 20:00 uur naar een verzorgingsplaats te rijden en daar twee minuten stilte in acht te nemen.

### Kerkklokken
Kerkklokken mogen op 4 mei luiden van 19.45 uur tot 19.59 uur.

## Dodenherdenking in het Caribisch deel van het koninkrijk

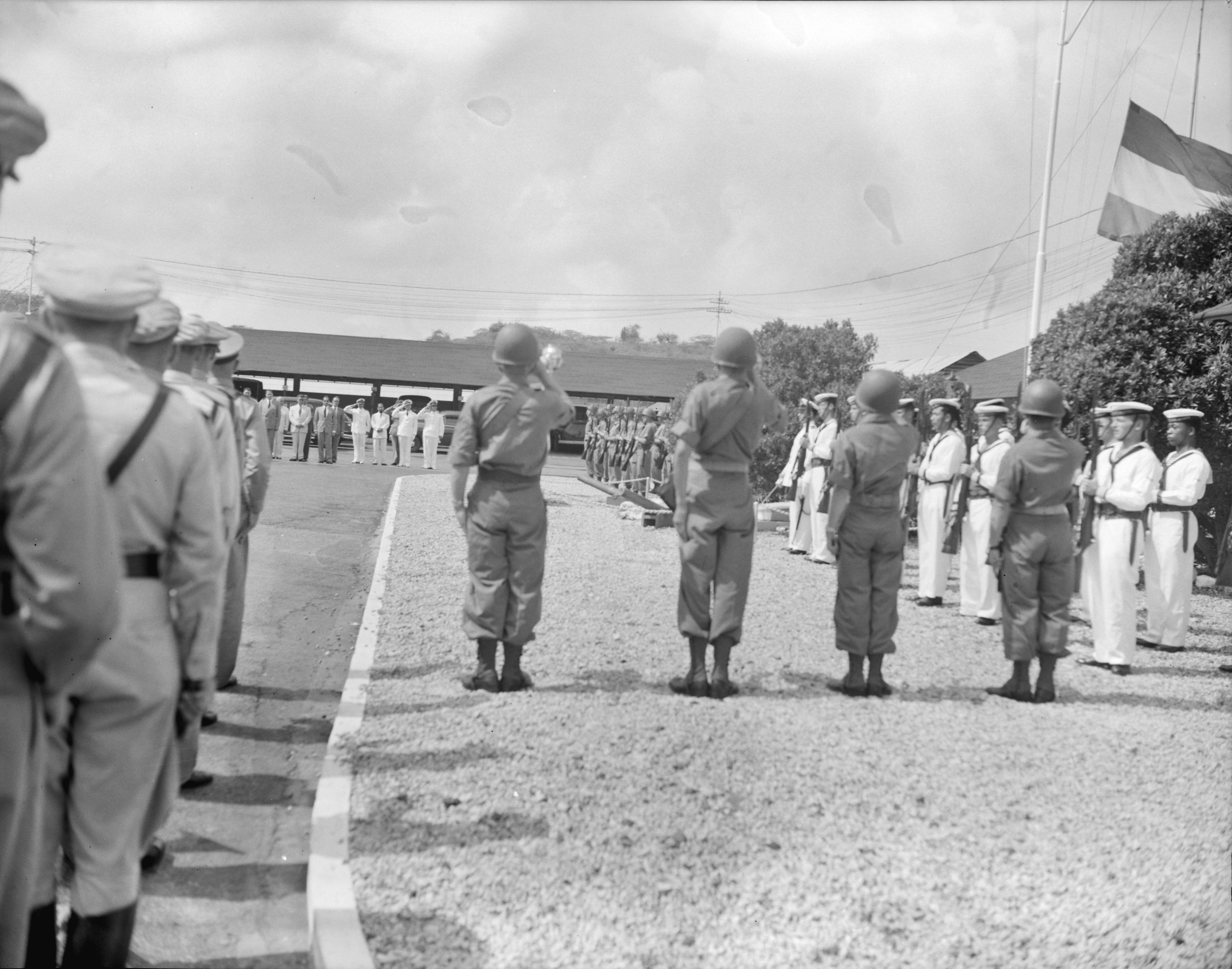
Dodenherdenking op Marinebasis Parera te Curaçao (1953)

Jaarlijks vinden op 4 mei herdenkingsplechtigheden plaats in het Caribisch deel van het Koninkrijk der Nederlanden, waar Aruba, Bonaire en Curaçao een rol in de Tweede Wereldoorlog hadden.
Op Aruba worden gebruikelijk kransen gelegd door de gouverneur, de regering, de Koninklijke Marine en de Vertegenwoordiging van Nederland in Oranjestad. Dit vindt plaats aan de kruising Lacle Boulevard en L.G. Smith Boulevard bij het monument voor de Schutterij, Arubaanse Vrijwilligerskorps en de militaire korpsen tijdens de Tweede Wereldoorlog.
Bij het Monument voor de gevallenen aan het Waaigat te Willemstad, Curaçao, vinden kransleggingen plaats door de minister-president en de gouverneur ter ere van de meer dan 150 oorlogsslachtoffers afkomstig van de eilanden.
Op Bonaire vindt een herdenkingsceremonie met kransleggingen plaats bij het nationale monument voor het Wilhelminapark te Kralendijk. Dit monument werd opgetrokken ter ere van de 34 Bonaireaanse gevallenen tijdens de Duitse aanval op de olieraffinaderij in Aruba. Bij alle herdenkingsceremonies wordt twee minuten stilte gehouden, waarna traditiegetrouw het spelen van het Nederlandse en het plaatselijke volkslied volgt. Van zonsopgang tot zonsondergang hangt de Nederlandse en de plaatselijke vlag halfstok.

## Andere herdenkingsbijeenkomsten

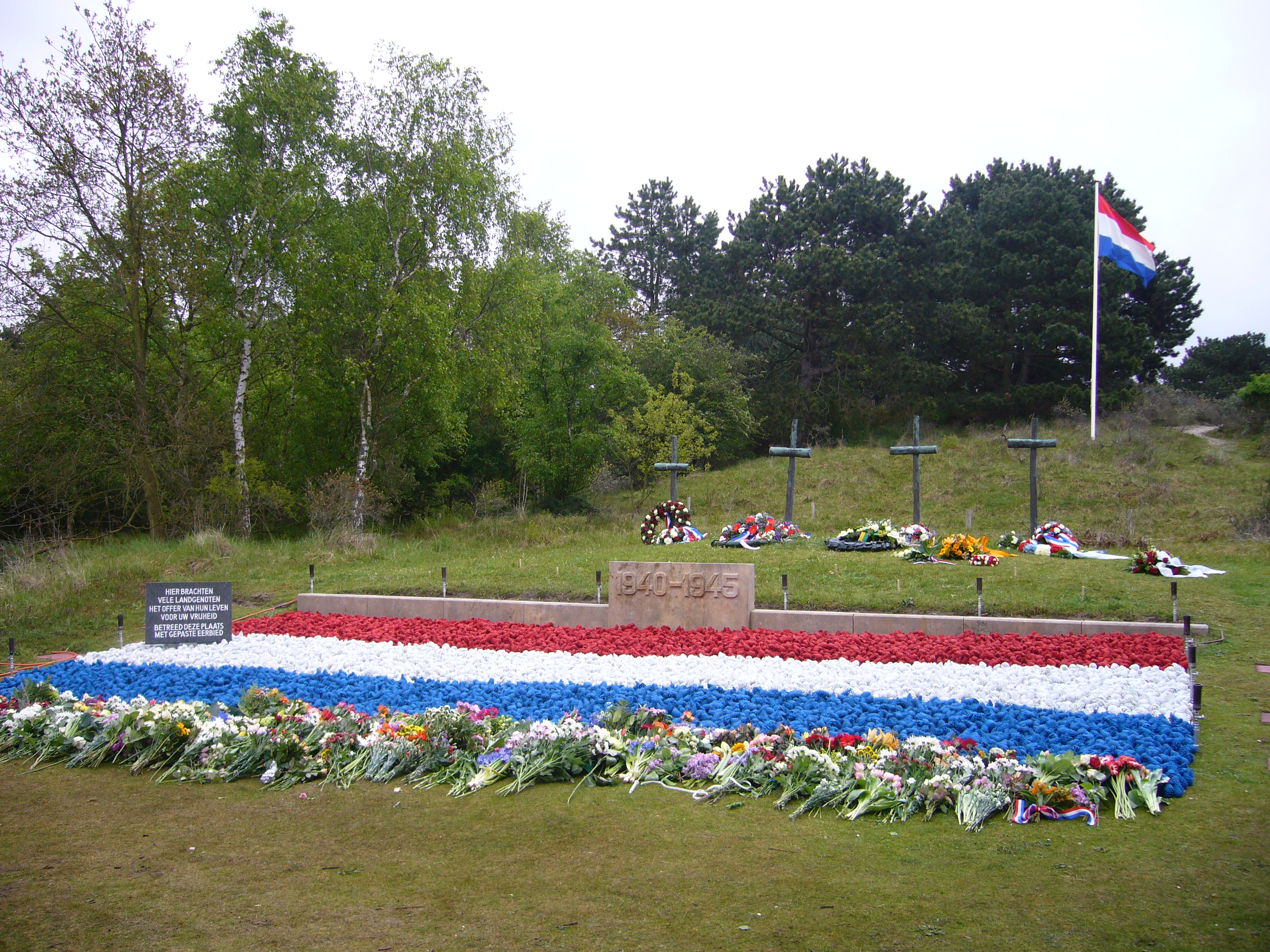
Herdenking op de Waalsdorpervlakte (2009)

In alle gemeenten in Nederland zijn herdenkingen bij plaatselijke monumenten voor slachtoffers van de Tweede Wereldoorlog. Het patroon is gelijk: het trompetsignaal Taptoe (of in sommige gevallen, zoals in Elburg, de Last Post), twee minuten stilte, het Wilhelmus en kransleggingen. De bezoekers wandelen daarna langs de kransen en voegen er bloemen aan toe. Voorbeelden zijn de Waalsdorpervlakte in Scheveningen, het militair ereveld Grebbeberg in Rhenen en honderden andere plaatsen waar graven of monumenten aan de slachtoffers en de bezetting herinneren. Bij sommige plaatsen wordt de herdenking door een stille tocht voorafgegaan of wordt na afloop een herdenkingsconcert uitgevoerd. 
In sommige plaatsen gaat vanaf 20.00 uur ook de straatverlichting twee minuten aan, zodat ook mensen die nog buiten lopen weten dat ze op dat moment twee minuten stil moeten zijn. 
Sinds 2010 worden na afloop van de herdenking onder de titel Theater Na de Dam in diverse steden theatervoorstellingen gegeven, ieder op hun eigen manier betrekking hebbend op de Tweede Wereldoorlog.
Ook eerder op de dag vinden herdenkingen plaats. De voorzitters van de Eerste Kamer en Tweede Kamer en de Raad van Ministers leggen in de ochtend een krans bij het nationaal monument Erelijst van Gevallenen 1940-1945 in het gebouw van de Tweede Kamer. Later in de ochtend vindt de jaarlijkse herdenking plaats van de gevallenen voor het vrije woord bij het monument op de gevel van Nieuwspoort.
In Madurodam wordt een kinderherdenking gehouden. Deze wordt gehouden bij de maquette van het huis van George Maduro.
Op 15 augustus wordt de capitulatie van Japan en de bevrijding van voormalig Nederlands-Indië herdacht, hoewel in principe de slachtoffers uit Indië ook op 4 mei worden herdacht. De herdenking vindt plaats bij het Indisch Monument in Den Haag en verschillende andere plaatsen in het land bij Indische monumenten.

## Bijzonderheden

### 1950
Aangepaste richtlijnen van het Nationale Herdenkingscomité, waarin werd aangegeven dat niet alleen militaire slachtoffers, zeelieden en verzetsstrijders, maar ook Nederlandse slachtoffers van het oorlogsgeweld herdacht werden.

### 1966
Aan richtlijnen voor de herdenking van militaire en burgerslachtoffers wordt de bijzin "alsmede van allen die door oorlogshandelingen en terreur zijn omgekomen" toegevoegd. Daardoor kwam de Holocaust voor het eerst uitdrukkelijk in de aandacht.

### 1970
In 1970 probeerden twee mannen van de 'Amsterdamse Jongerenactiegroep Homoseksualiteit' een krans te leggen op het monument op de Dam voor homoseksuelen die in concentratiekampen omkwamen. Dit werd niet toegestaan en de mannen werden meegenomen door de politie.

### 1981
De actualiteit kwam vanaf 1981 meer centraal te staan bij de herdenking. Het Nationale Herdenkingscomité stelde in haar memorandum van dat jaar dat het raadzaam was om zich tevens zoveel mogelijk te bezinnen op verleden en toekomst, waarbij een beroep werd gedaan op ieders verantwoordelijkheid ten aanzien van racisme, onderdrukking en onverdraagzaamheid.

### 2000
Tijdens de herdenking op de Dam van 4 mei 2000 waren er verscherpte veiligheidsmaatregelen, zoals de stationering van scherpschutters op de daken van de gebouwen rond de Dam. Op 4 mei 2000 bevestigde Joop van Riessen, oud-hoofdcommissaris van de Amsterdamse politie, in het televisieprogramma NOVA dat er die dag een melding was binnengekomen dat een Molukse groepering tijdens de herdenking een actie zou hebben gepland.

### 2009
Op 4 mei 2009 waren er vergelijkbare verscherpte veiligheidsmaatregelen in verband met de aanslag op Koninginnedag vier dagen eerder.

### 2010
In 2010 werd de dodenherdenking op de Dam verstoord toen tijdens de twee minuten stilte een man aan de Rokinzijde plotseling met zijn handen opgeheven begon te prevelen en vervolgens te schreeuwen. Er ontstond paniek en mensen probeerden te vluchten; dranghekken werden door de mensenmassa's omgeduwd, en het lawaai daarvan veroorzaakte nog meer paniek. De koninklijke familie werd snel in veiligheid gebracht. Nadat de situatie onder controle was, werd de ceremonie volgens programma hervat. In het tumult vielen in totaal 63 gewonden. De verwondingen varieerden van kneuzingen en schrammen tot botbreuken.
Een omstander overmeesterde de schreeuwer samen met agenten in burger. De politie hield de man aan. Het was een 39-jarige man met - ten tijde van het incident - het uiterlijk van een orthodoxe jood. Hij was een bekende van de politie die reeds veroordeeld was voor geweldsdelicten. In de media werd hij aangeduid als de Damschreeuwer. Hij werd uiteindelijk door het gerechtshof veroordeeld tot 16 maanden celstraf, waarvan 8 voorwaardelijk, voor het opzettelijk slaken van een valse alarmkreet; de man ging in cassatie, maar de Hoge Raad hield de veroordeling in stand. De man is in de jaren na het incident op de Dam ook nog twee keer preventief in de cel gezet; beide keren omdat hij niet voldeed aan een vordering van de politie om te vertrekken van een plek waar koningin Beatrix zou komen.
Aanvankelijk werd een andere man, die van de schrik een koffertje had laten vallen, ook aangehouden. Het is mogelijk dat de paniek door het vallende koffertje vergroot was - volgens getuigen werd er "Een bom!" geroepen. Deze man bleek echter niets kwaads van plan te zijn geweest en de inhoud van zijn koffertje was ongevaarlijk.

### 2012
Nadat was aangekondigd dat vertegenwoordigers van de gemeente Bronckhorst, inclusief burgemeester Henk Aalderink, van plan waren om na de dodenherdenking op de Algemene begraafplaats van Vorden mede langs de graven van gesneuvelde Duitse soldaten te lopen ontstond er commotie over dit onderdeel. Zo liet de joodse organisatie Tradition is our Future op 4 mei een vliegtuigje boven het dorp cirkelen dat de tekst "Vorden is fout" achter zich aan voerde. Tevens startte de kleine organisatie Federatief Joods Nederland (FJN) een kort geding tegen het gemeentebestuur om het geplande herdenkingsonderdeel te voorkomen. De rechtbank te Zutphen stelde FJN in het gelijk en verbood de aangekondigde looproute. De gemeente Bronckhorst ging op 31 mei 2012 echter in beroep tegen de uitspraak omdat zij een uitspraak wilde over de bevoegdheid van de civiele rechter zich uit te spreken over bevoegdheden van de gemeenteraad. Het gerechtshof Arnhem-Leeuwarden vernietigde op 19 februari 2013 de uitspraak in dit hoger beroep.

### 2018
In 2018 wilde de actiegroep 'Geen 4 Mei voor Mij' op de Dam met een twee minuten durend lawaaiprotest aanvoeren dat ook de Indonesische burgers herdacht moeten worden die vermoord werden tijdens de 'politionele acties' in Nederlands-Indië. Hierbij wilden ze ook het luchtalarm af laten gaan. Dit wilden zij doen tijdens de twee minuten stilte. De actie werd verboden door burgemeester Jozias van Aartsen en de rechter legde eveneens een verbod op.
Tijdens de dodenherdenking op de Dam werd een man gearresteerd die een spandoek met zich meedroeg met de tekst "Churchill massamoordenaar". Dezelfde man had eerder die dag een vliegtuigje met de boodschap "Herdenk ook de Churchilldoden" rond laten vliegen.
Even vooraf aan de dodenherdenking werd een andere man door de politie aangehouden die een luide schreeuw liet horen.

### 2019
Tijdens de dodenherdenking in Vught op de fusilladeplaats van het Nationaal Monument Kamp Vught, bijgewoond door zo'n 1.200 personen, werd de stilte verstoord door tientallen terreurverdachten die vanuit de Penitentiaire Inrichting Vught de kreet Allahoe akbar riepen.

### 2020 en 2021
In 2020 was het de eerste keer dat bij de herdenking op de Dam geen publiek aanwezig was, omdat dit door de burgemeester verboden werd wegens de coronacrisis. Koning Willem-Alexander hield die dag een toespraak. De kransen werden gelegd door twee scouts. Ook in 2021 was de herdenking vanwege de coronacrisis beperkt. Toen was er eveneens geen publiek aanwezig en werden de kransleggingen aangepast. Die keer hield André van Duin een toespraak.

### 2024-heden
Het aantal bezoekers bij de landelijke herdenking in Amsterdam werd in 2024 beperkt tot 10.000, een halvering tegenover eerdere jaren. Bij aankomst werden bezoekers gefouilleerd op het bezit van vlaggen, paraplu's, borden en luidsprekers. De maatregelen hielden verband met de oorlog in Gaza en spanningen bij de opening in Amsterdam van het Nationaal Holocaustmuseum eerder dat jaar. Bezoekers moesten vooraf een plek reserveren. Uiteindelijk waren er slechts zo'n 2900 aanwezigen, naast 1500 genodigden. Het regenachtige weer speelde daarbij een rol. Grote ongeregeldheden bleven uit. Wel werden vier personen op en rond de Dam aangehouden.
In 2025 zag de gemeente Amsterdam geen reden voor het beperken van het aantal bezoekers op de nationale herdenking op de Dam, waardoor reservering niet meer nodig was. Wel bleven strenge veiligheidsmaatregelen van kracht, zoals extra politie, preventief fouilleren en een verbod op hoorbare demonstraties en protestacties in de buurt van het plein. Grote incidenten bleven uit. Wel werden vijf mensen aangehouden vanwege verstoring van de openbare orde, dronkenschap of vanwege een gebiedsverbod.

## Foto's

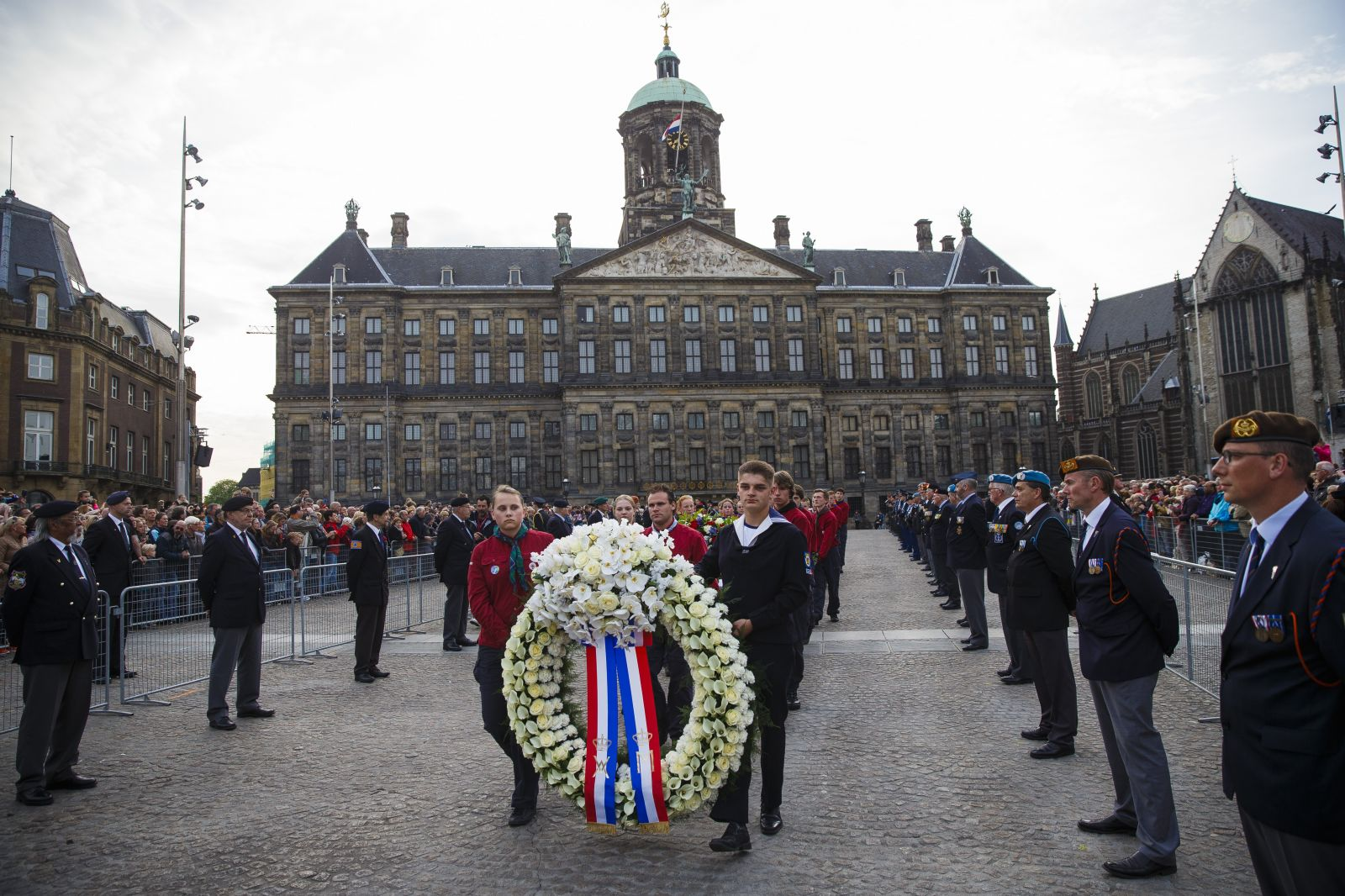
Scouts dragen de kransen naar het Nationaal Monument.
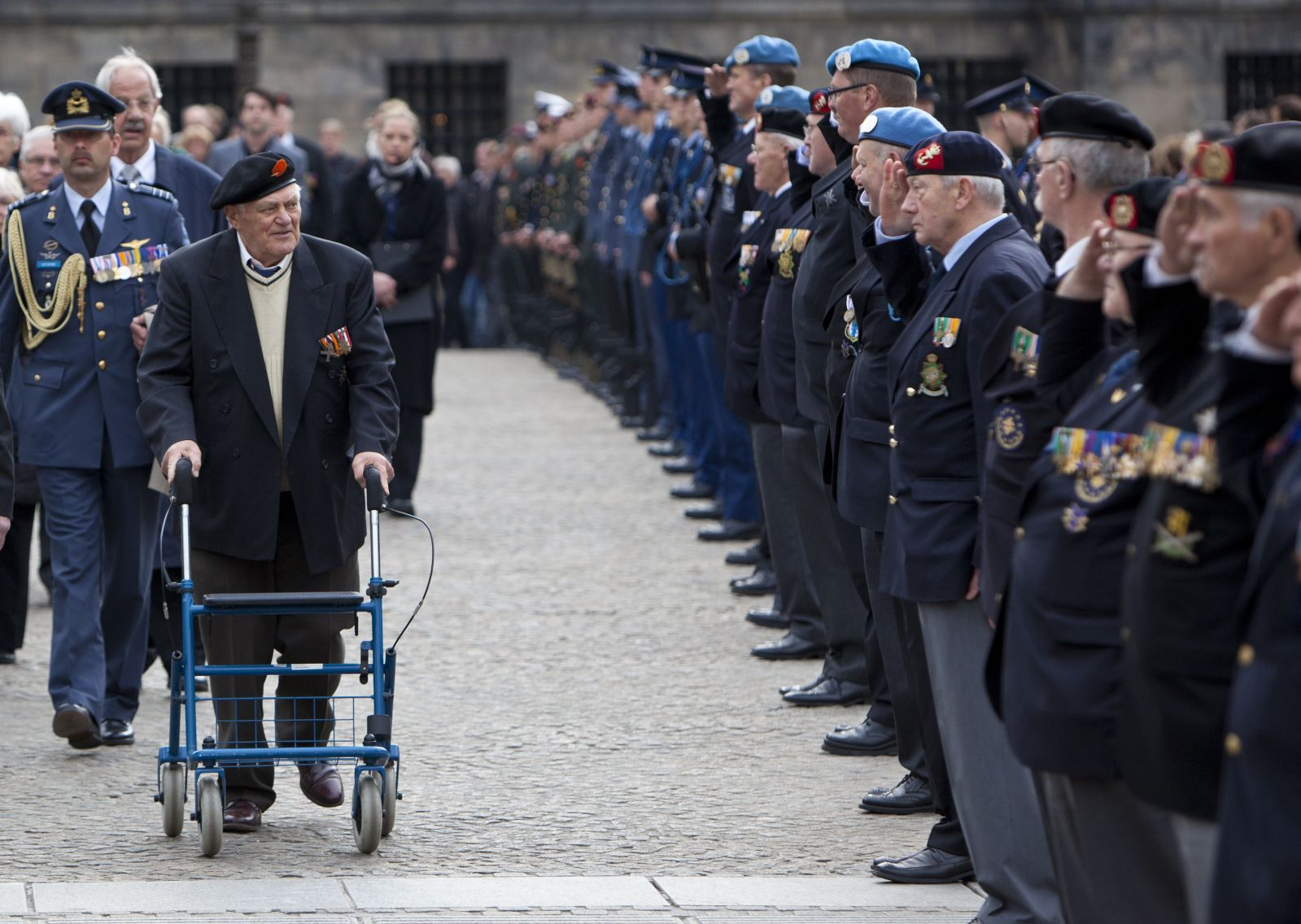
De genodigden van de herdenkingsbijeenkomst lopen na afloop door de erehaag.
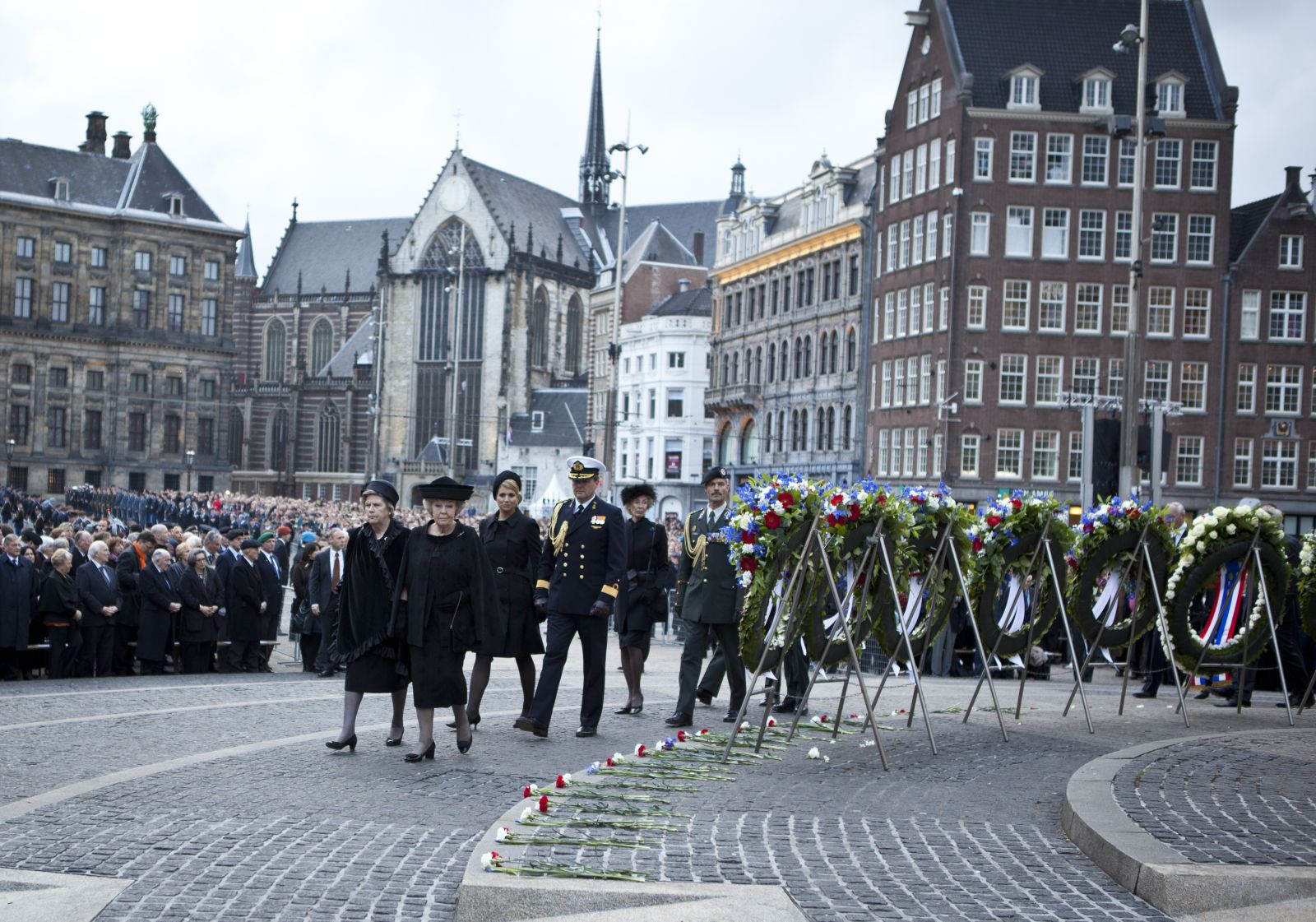
Koningin Beatrix opent het defilé in 2012.
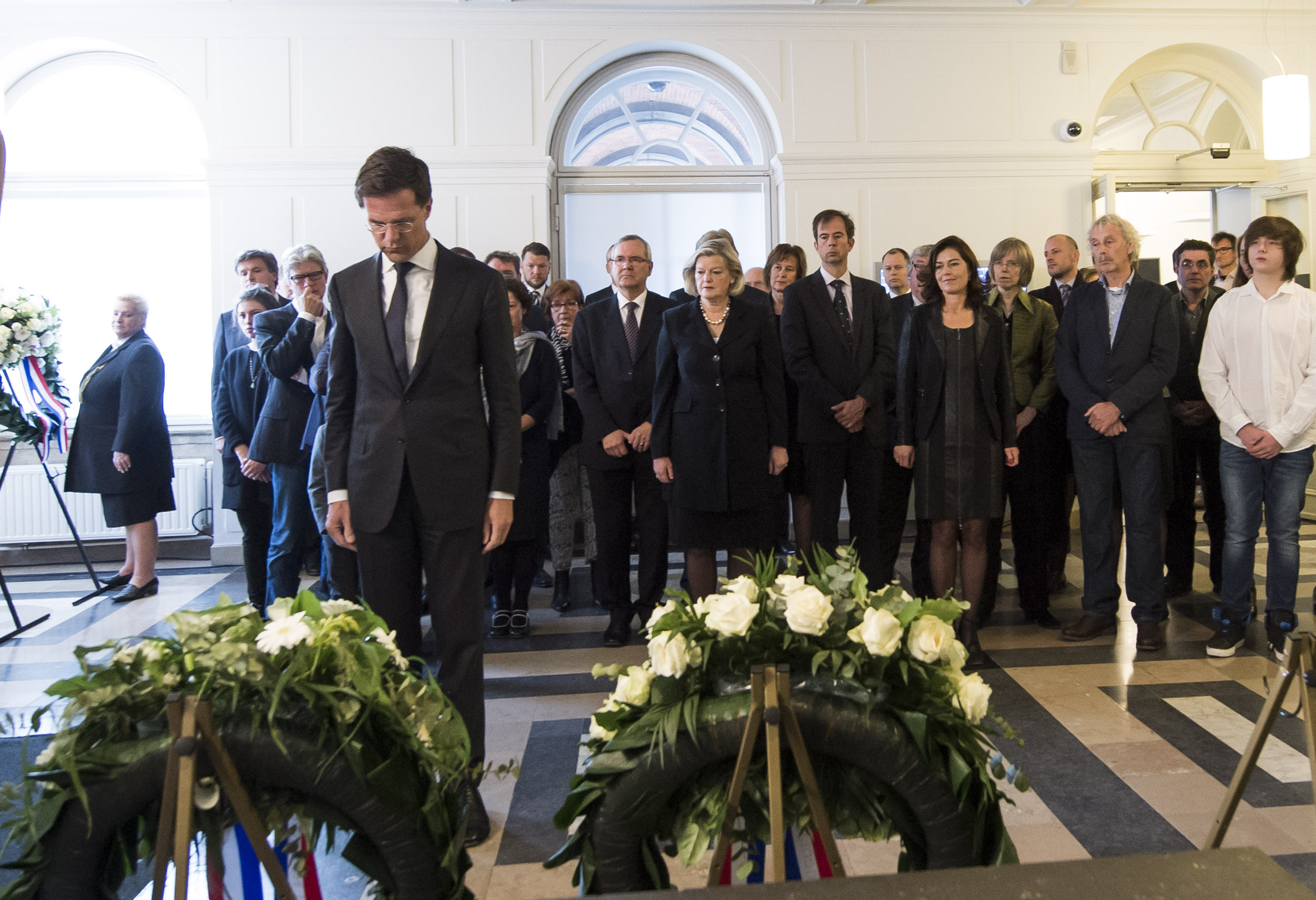
Herdenking in de Tweede Kamer
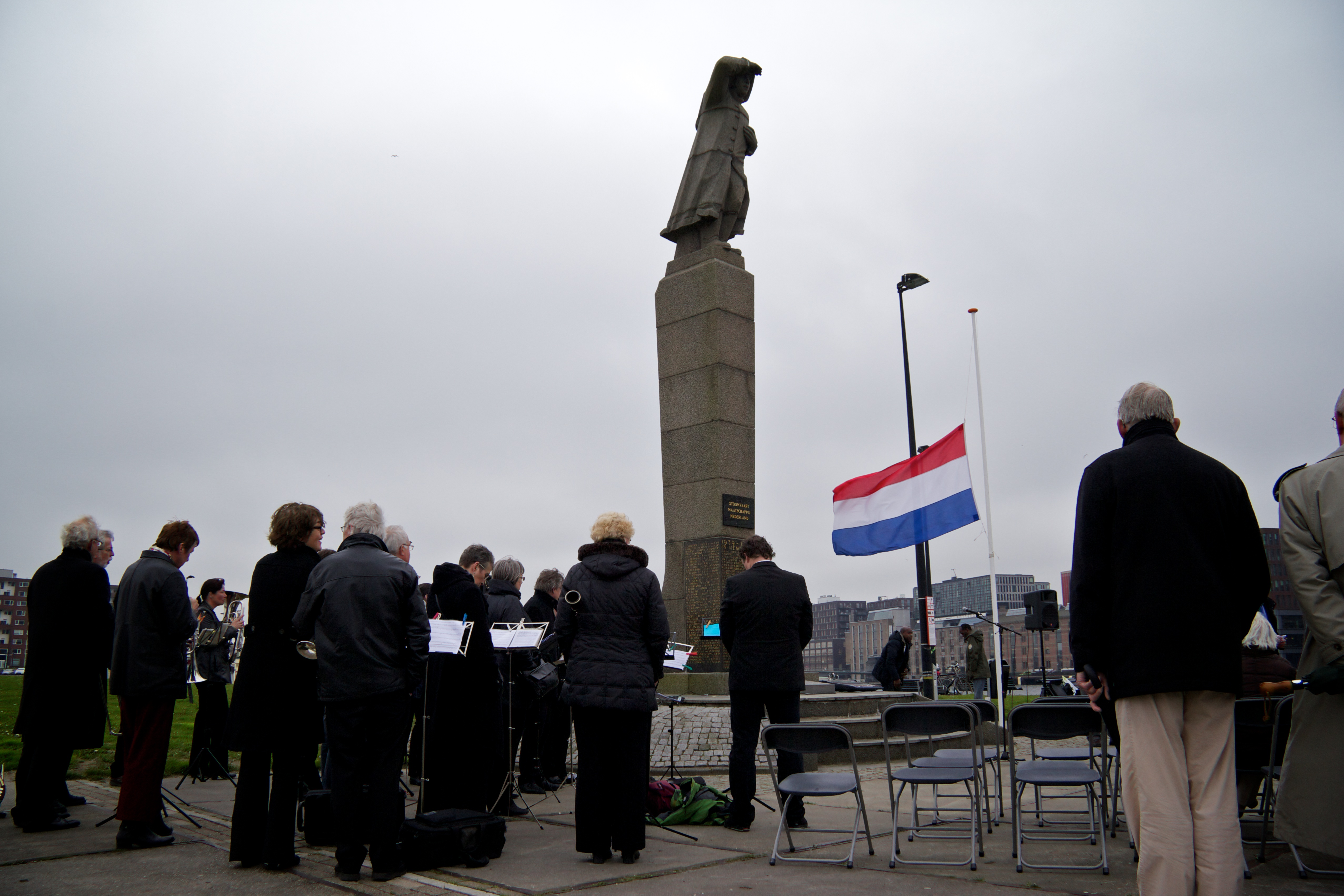
Herdenking koopvaardij oorlogsslachtoffers te Amsterdam
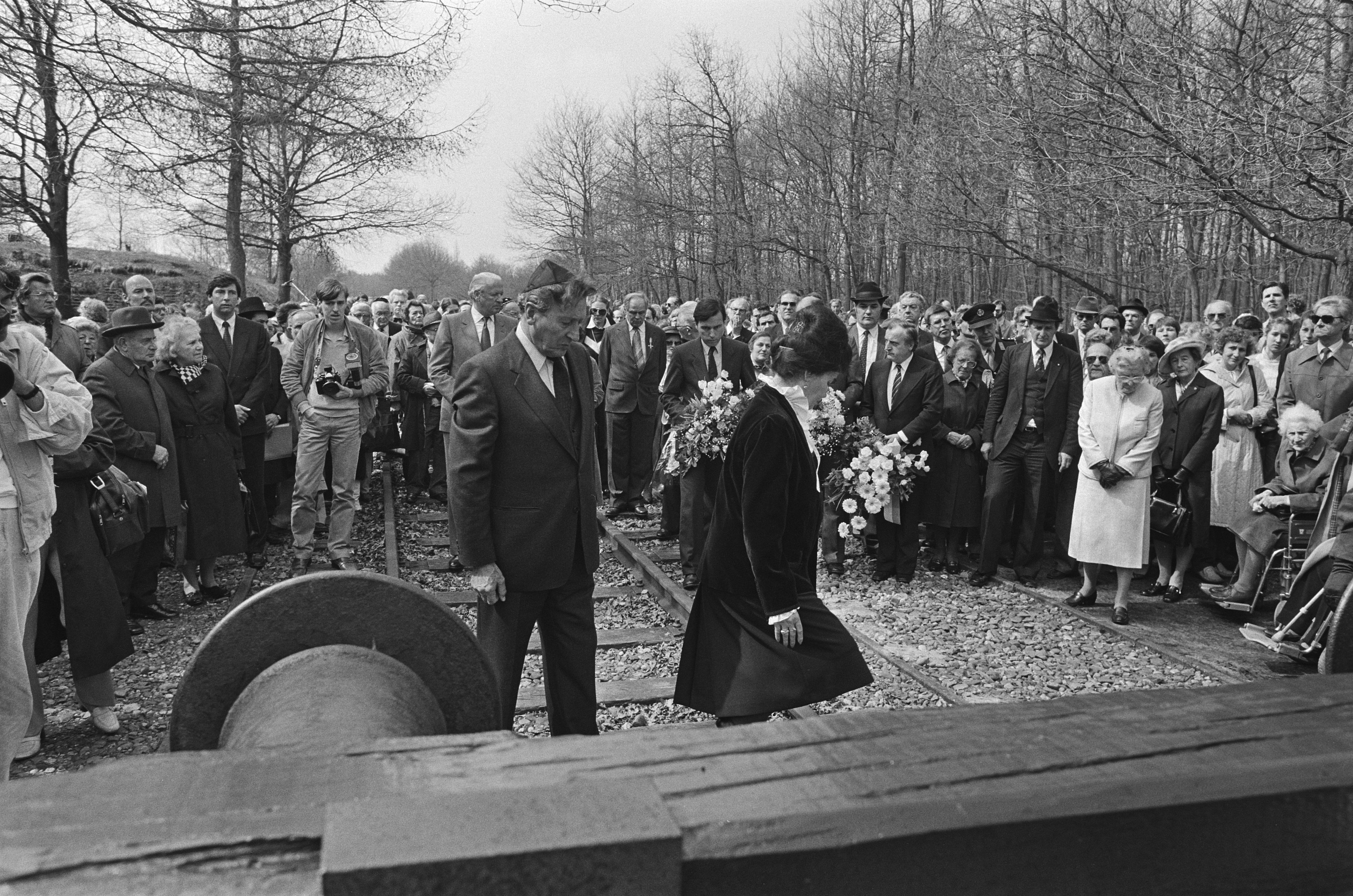
Westerbork (1985)
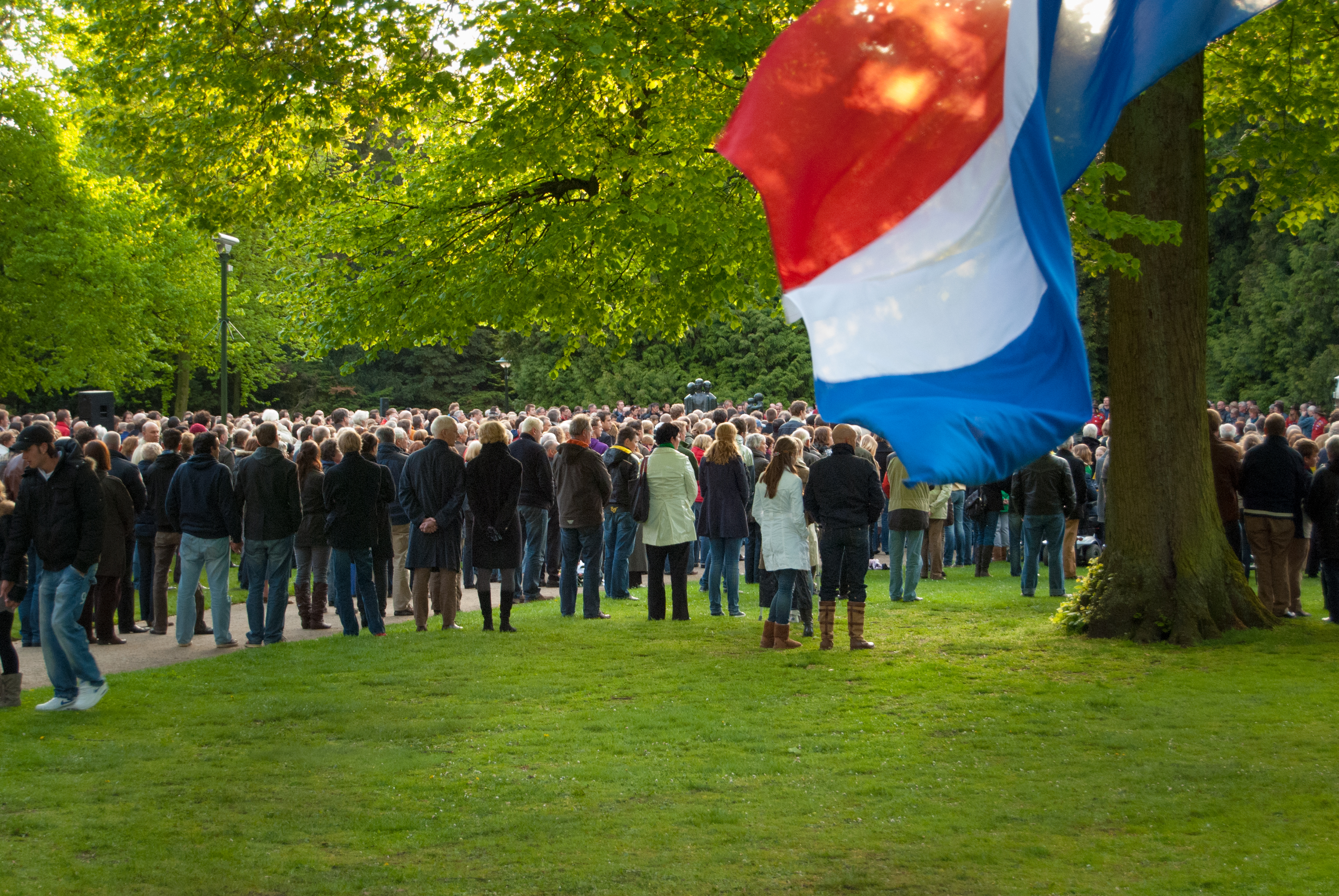
Enschede (2010)
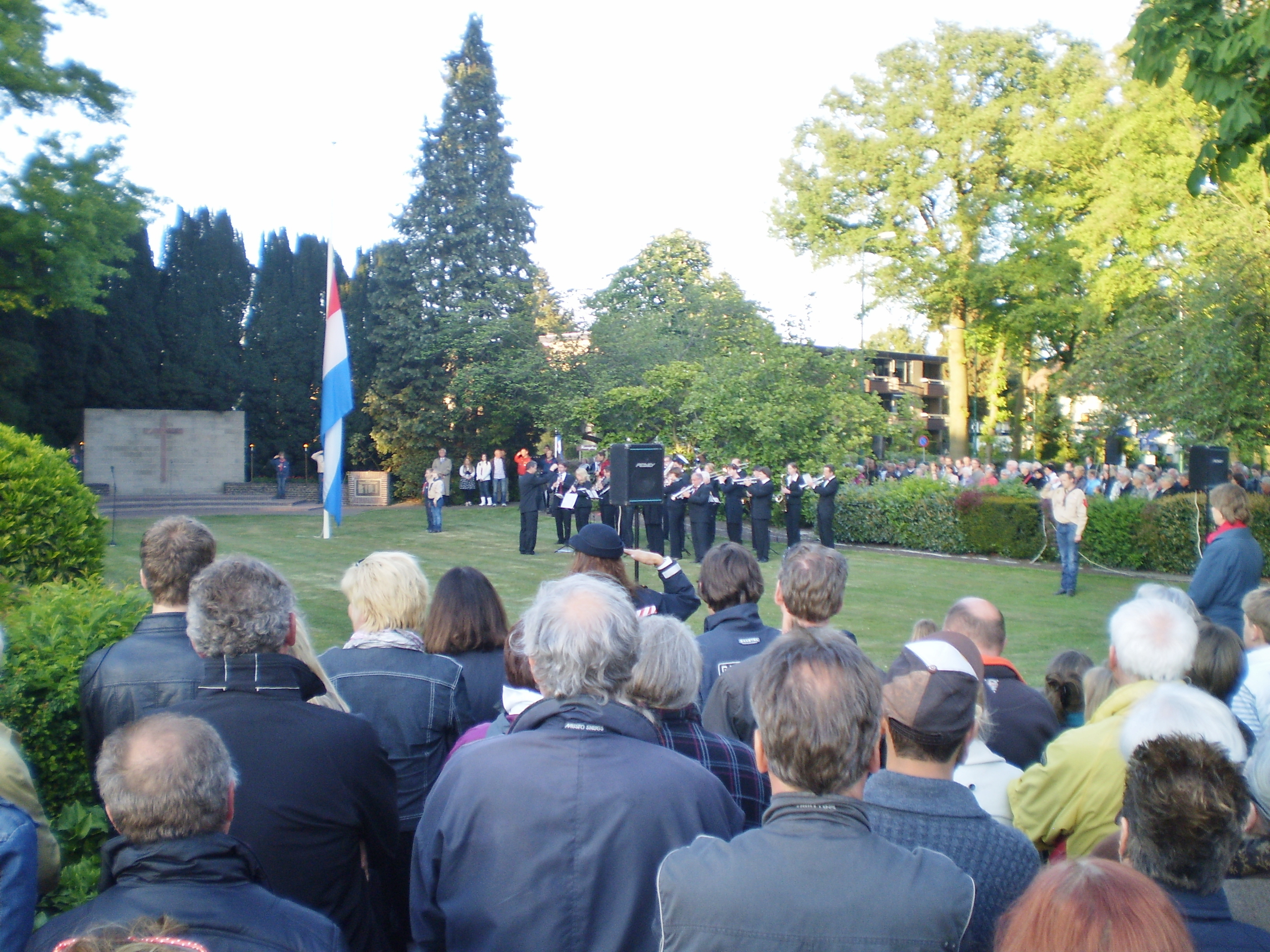
Baarn (2011)
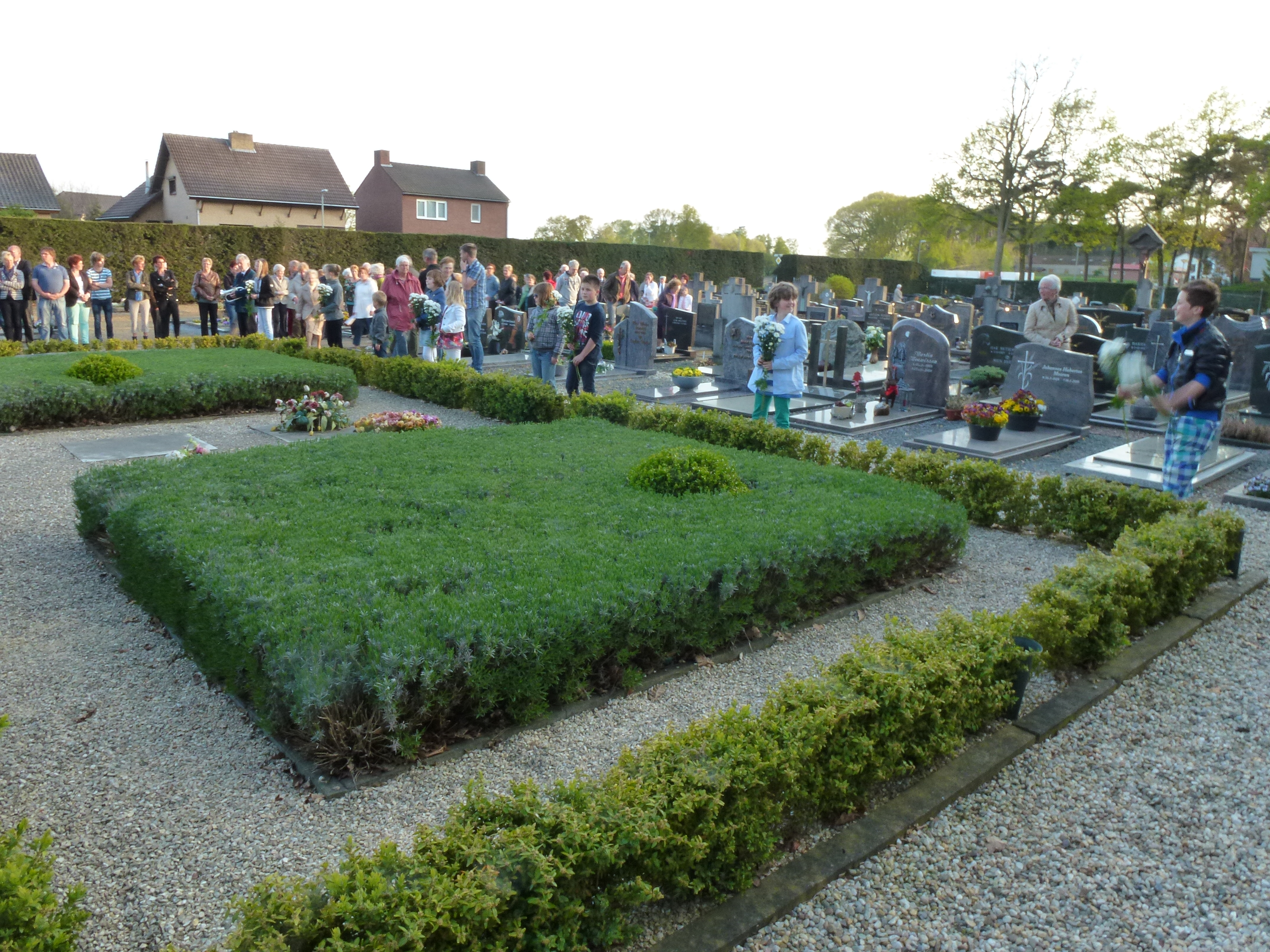
Montfort (2013)
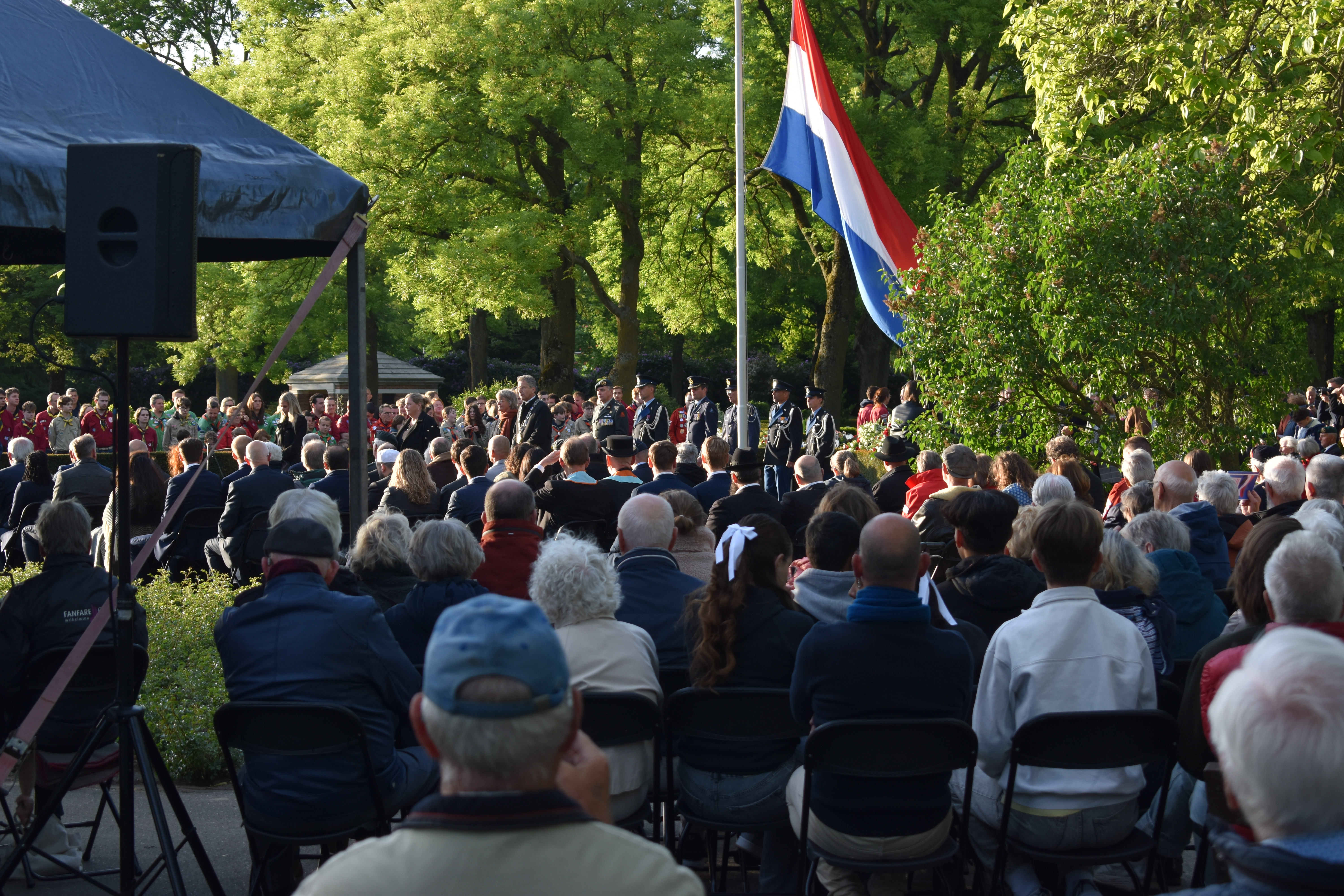
Eindhoven (2025)